# Johannes Alfthan
Johannes Alfthan, född 4 juli 1830 i Viborg, död 20 oktober 1893 i Stockholm, var en finlandssvensk redaktör, författare och förläggare.
Johannes Alfthan var son till Anton Alfthan, som var fabrikör i Viborg. Han var yngre bror till ämbetsmannen Georg von Alfthan. Alfthan studerade vid Helsingfors universitet, men fick ingen examen eftersom han relegerades. Som författare debuterade han 1850 med diktsamlingen Italine, som följdes upp tre år senare med Molnbilder. Efter att den senare fått ett svalt mottagande av kritikerna övergick Alfthan till prosa och publicerade ett antal romaner och samlingen Noveller och skizzer.
Alfthan grundade 1851 Viborgs andra bokhandel, Öhmanska bokhandeln, som han drev fram till 1859. Tillsammans med studiekamraten Carl Qvist grundade han den liberala tidningen Wiborg, som fick stor spridning. Han gav även ut de finskspråkiga tidningarna Sanan Lennätin och Aamurusko.
Runt 1860 avslutade Alfthan sin förlags- och publicistverksamhet efter att svårigheter drabbat familjen, och han slog sig ner på sin svärfars gård. När hustrun avled 1866 sökte sig Alfthan till Helsingfors och senare över Östersjön till Stockholm, där han blev kvar fram till sin död.